# Mimosa minima
Mimosa minima är en ärtväxtart som beskrevs av Arturo Erhardo Erardo Burkart. Mimosa minima ingår i släktet mimosor, och familjen ärtväxter. Inga underarter finns listade i Catalogue of Life.